# Sarah Phelps
Sarah Phelps (n. secolul al XX-lea) este o scenaristă britanică de televiziune, prezentatoare radio, dramaturgă, producătoare de televiziune și romancieră. Ea este cunoscută în special pentru munca sa la o mai multe seriale BBC, inclusiv adaptări după Agatha Christie, Pe urmele misterelor, Calul bălan, Agatha Christie: ucigașul ABC, Zece negri mititei și altele.

## Biografie
Phelps a scris peste 50 de episoade din EastEnders. A scris scenariul serialului de Crăciun al BBC din 2011, Great Expectations (3 episoade), și scenariul serialului dramatic despre Primul Război Mondial, The Crimson Field (6 episoade). Acesta a fost anulat din cauza evaluărilor medii.
În 2015, ea a scris o adaptare pentru televiziune a The Casual Vacancy de J. K. Rowling.
În 2020, BBC One a însărcinat-o pe Phelps să scrie și să producă The Sixth Commandment, o dramă în patru părți despre moartea lui Peter Farquhar și a Annei Moore-Martin, care a început să fie difuzată pe BBC One la 17 iulie 2023. În martie 2024, serialul a fost nominalizat la categoria Cea mai bună dramă limitată la British Academy Television Awards din 2024 și a câștigat.

## Lucrări

### Scenarii
| An        | Titlu                           | Episoade                                    | Transmis de   |
| --------- | ------------------------------- | ------------------------------------------- | ------------- |
| 2002–2016 | EastEnders                      | 94 de episoade                              | BBC One       |
| 2003      | Spine Chillers                  | 1 episod                                    | BBC Three     |
| 2003 2006 | No Angels                       | 3 episoade                                  | Channel 4     |
| 2006      | Goldplated                      | 1 episod                                    | Channel 4     |
| 2007      | Oliver Twist                    | Miniserial, 5 episoade                      | BBC One       |
| 2007–2008 | HolbyBlue                       | 3 episoade                                  | BBC One       |
| 2011      | Being Human                     | 1 episod                                    | BBC Three     |
| 2011      | Camelot                         | 1 episod                                    | Starz         |
| 2011      | Great Expectations              | Miniserial, 3 episoade                      | BBC One       |
| 2012      | Falcón                          | 2 episoade                                  | Sky Atlantic  |
| 2014      | The Crimson Field               | Creatoare, 6 episoade                       | BBC One       |
| 2015      | The Casual Vacancy              | Miniserial, 3 episoade                      | BBC One       |
| 2015      | And Then There Were None        | Miniserial, 3 episoade                      | BBC One       |
| 2015–2016 | Dickensian                      | 5 episoade                                  | BBC One       |
| 2016–2017 | Hooten & the Lady               | Co-creatoare a 8 episoade, a scris 1 episod | Sky 1         |
| 2016      | The Witness for the Prosecution | Miniserial, 2 episoade                      | BBC One       |
| 2017      | The White Princess              | 1 episod                                    | Starz         |
| 2018      | Ordeal by Innocence             | Miniserial, 3 episoade                      | BBC One       |
| 2018      | The ABC Murders                 | Miniserial, 3 episoade                      | BBC One       |
| 2019      | Dublin Murders                  | Miniserial, 8 episoade                      | BBC One/Starz |
| 2020      | The Pale Horse                  | Miniserial, 2 episoade                      | BBC One       |
| 2021      | A Very British Scandal          | Miniserial, 3 episoade                      | BBC One       |
| 2023      | The Sixth Commandment           | Miniserial, 4 episoade                      | BBC One       |
| TBA       | Daughter                        |                                             | ITV           |